# Герб Оранжевої республіки
Герб Оранжевої вільної держави - офіційний геральдичний символ Оранжевої вільної держави як республіки з 1857 по 1902 рр., а пізніше, з 1937 по 1994 рр., як провінції ПАР. Зараз герб застарів.

## Історія
Оранжева республіка була створена як держава в 1854 році. Їй потрібні були офіційні символи, і її перший президент штату Джозіас Хоффман вирішив зробити їх професійно розробленими в Нідерландах. На його прохання голландський король Віллем III замовив прапор і герб Хоге Раадому ван Аделю 1855 року, і відправив проєкти символів до Південної Африки. Оскільки Оранжева республіка була названа на честь Оранжевої річки, яка, в свою чергу, була названа на честь голландської королівської родини, на гербі було зображено хвилясту помаранчеву смугу, що символізувала річку, і три мисливські роги, які є бейджем роду Оранських.

На той час, коли проєкти потрапили до Блумфонтейна, у січні 1856 р. Гофман подав у відставку, а наступником став Якобус Босгоф. Очевидно, не знаючи про те, що державні символи розробляються в Нідерландах, Босхоф розробив і виготовив Велику Печатку та затвердив її Фольксраадом (законодавчим органом). На печаті було зображено дерево свободи, вівці, лев та віз. Коли Босгоф розмістив прапори та гербові зразки перед Фольксраадом 28 лютого 1856 р., Законодавці вирішили, що
Дизайн прапора, надісланий королем Нідерландів, повинен бути прийнятий, а до герба, надісланого ним, буде додано вже існуючий герб у Великій державній печатці, без оранжевої смуги.
Тоді, як насправді було прийнято, герб відображав дизайн Великої печатки між трьома мисливськими рогами. Цей гібридний дизайн був офіційно представлений з третьої річниці республіки, 23 лютого 1857 р., і використовувався до припинення існування республіки 31 травня 1902 р.
Як колонія Оранжевої річки (1902–10), територія мала інший герб, наданий королем Великої Британії Едуардом VII.
Коли колонія стала провінцією Південно-Африканського Союзу в 1910 році, до 1925 року адміністрація провінції використовувала герб колонії. У 1937 році, після дванадцятирічного періоду без офіційного герба, провінційна адміністрація прийняла старий республіканський герб і використовувала його як провінційний символ, доки Оранжева вільна держава не була перетворена у провінцію Фрі-Стейт в 1994 році.

## Блазон
Герб був зареєстрований в Геральдичному коледжі в липні 1955 р. та зареєстрований в Геральдичному бюро в жовтні 1967 р. Офіційний блазон:
На срібному щиті, між трьома лазуровими мисливськими ріжками, гарніровані і підв'язані помаранчем, зображення печатки Оранжевої Республіки Вільної Держави, прийнятої в 1856 році, а саме на срібному колі, дерево на острові, під чким справа три срібні вівці, а зліва лев природніх кольорів, який підтримує дерево правою лапою, в основі фургон воортреккера на острові; на стрічці девіз GEDULD EN MOED, над деревом слово VRYHEID і під вагоном слово IMMIGRATIE; за щитом, на двох помаранчевих жердинах з кульовими та списовими наконечниками два прапори тієї самої Республіки, драпіровані по обидва боки, кожен із семи смуг білих та оранжевих, і кантон із трьох смуг, червоної, білої та синьої.

## Зовнішні посилання
- Вебсайт Південноафриканської геральдики